# 约翰·奥利弗
约翰·威廉·奥利弗（英語：John William Oliver，1977年4月23日—），英國喜剧演员、政治評論員、讽刺作家、影视演员和节目主持人，目前主要在美國發展，他在美国最出名的作品是每日秀和《莊奧利華之昔日新聞報報》（Last Week Tonight with John Oliver）。
奥利弗也同时在电视系列节目废柴联盟表演伊恩·邓肯教授，他曾与安迪·早特曼广泛地合作，合作的成果包括数百小时的讽刺播客和电台广播，节目有《政治动物》、《部门》和《号角》（The Bugle）。他在2006年加入了喜剧中心的节目乔恩·斯图尔特每日秀，作为一名记者。
2013年，每日秀官方宣布由于原主持人斯图尔特要在暑期拍摄自己的电影《叛諜風暴》，奥利弗代替斯图尔特成为夏季的主持人。从2014年起，奥利弗在HBO开始主持新的脱口秀节目《约翰奥利佛之昔日新闻报报》。
奥利弗现在是美国公民，居住在纽约市。

## 早年生活
约翰·奥利弗出生在英国伯明翰，他的父母是利物浦的教师。奥利弗在贝德福德的马克·卢瑟福学校接受教育，更於1998年从剑桥大学基督学院英文系毕业，在1997-98年期間曾是剑桥大学脚灯俱乐部的副主席。

## 职业生涯

### 单口相声
英国《卫报》说：“他的风格倾向于那种美国人最喜欢的英国元素——夸张、充满了奇怪的口音和举止。”
奥利弗第一次出现在舞台上是在2001年爱丁堡艺穗节的一个节目《喜剧开发区》，奥利弗扮演一个“油嘴滑舌的记者”，这也为他在每日秀的角色打下了铺垫。在2004-05年，奥利弗与安迪·早特曼共同合作的二人喜剧政治动物被搬上舞台，就在同一时期，远在美国的乔恩·斯图尔特经朋友、英国著名喜剧演员里奇·格威斯介绍认识了奥利弗，当时奥利弗却对此事全然不知。后来奥利弗为了参与每日秀的演出搬家来到了纽约，奥利弗开始在纽约市的大小俱乐部表演单口相声，并不断走向大舞台，2008年4月20日，奥利弗的荧屏单口相声处女作《约翰·奥利弗：可怕的时代》在喜剧中心上演，后来这场演出经由DVD出版。

### 讽刺一周
在加入每日秀之前，奥利弗是英国讽刺新闻节目讽刺一周（Mock the Week）的专家组成员。

### 乔恩·斯图尔特每日秀

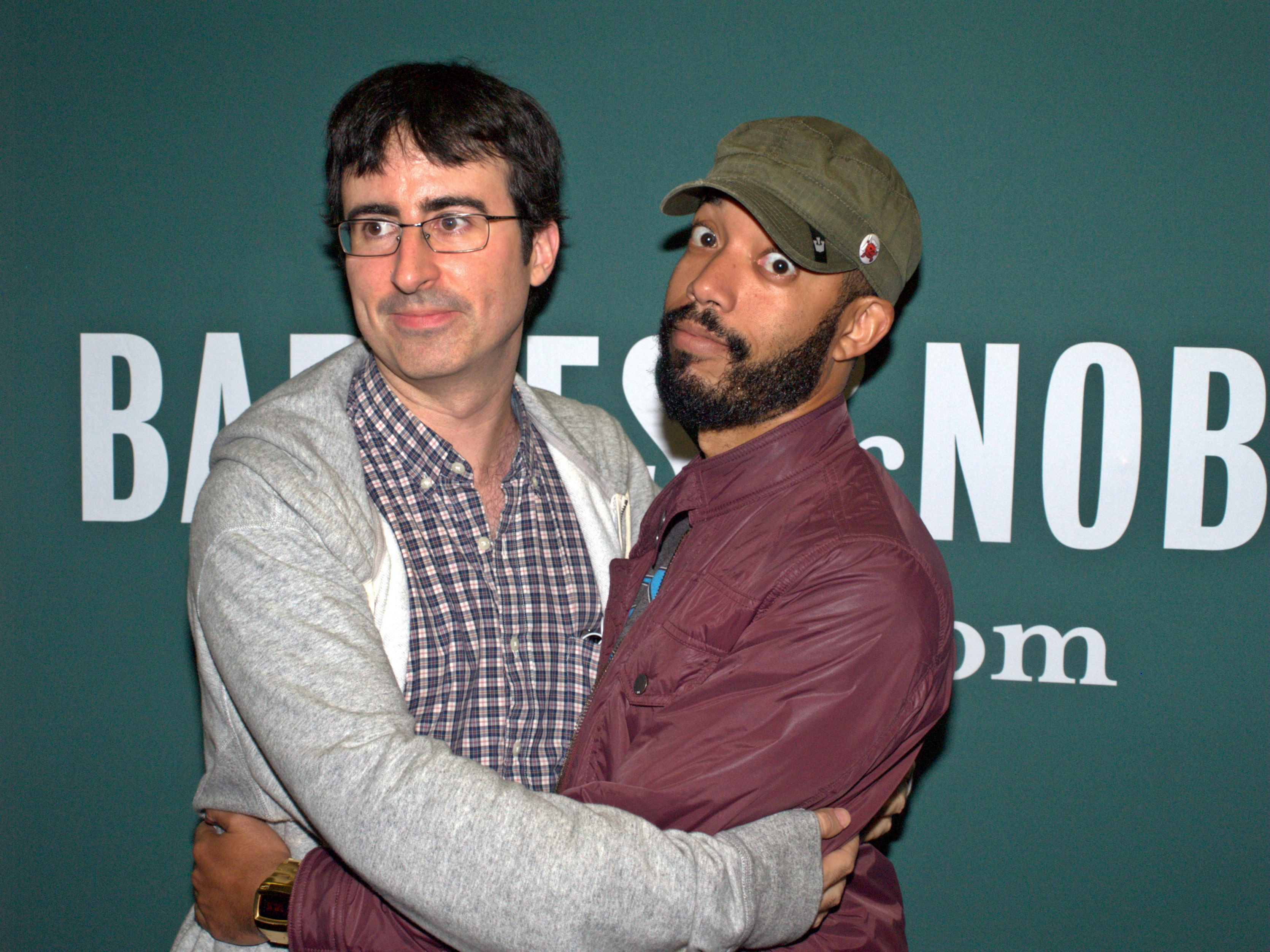
奥利弗和同为每日秀记者的威亚特·西奈克在斯图尔特的新书地球的首发仪式上

2006年，奥利弗加入了美国著名的夜间脱口秀节目每日秀，作为记者团队的一员。同时作为一名写手，奥利弗在2009年、2011年、2012年三度获得艾美奖喜剧类最佳编剧奖。奥利弗在2013年6月10日起接手每日秀的主持人，以代替要去拍电影的斯图尔特，为期八周。

### 号角
2007年10月起奥利弗和安迪·早特曼一起合作的每周一集的讽刺喜剧播客《号角》开播。刚开始由《泰晤士报》制作，后来成为独立的节目。2012年7月13日播出了第200集。
在第152集，奥利弗对奥萨马·本·拉登之死创造出了一个新词“fuckeulogy”，2011年去世的本拉登、金正日和卡扎菲都被奥利弗“fuckeulogized”过。

## 个人生活
奥利弗与凯特·诺丽於2011年10月结婚，从而获得美国绿卡。诺丽是一名伊拉克战争退伍軍人，曾担任陆军军医。奥利弗与诺丽第一次相遇是在2008年共和党全国代表大会，当时奥利弗与每日秀的摄制组因闯入了会场禁地拍摄而被保安追缉，幸亏身为工作人员的诺丽出面解决了这起争端，否则奥利弗将被驱逐出境，因为当时他拿的是工作护照。“我与她在莎拉·佩林的第一次演讲时相遇，”奥利弗说，“《冰球妈妈的笑话》这首歌也算是我们爱的主题曲吧。”
奥利弗目前与妻子住在纽约。
奥利弗是利物浦足球队和纽约大都会棒球队的球迷。